# Mapudungun jezik
Mapudungun jezik (“araucano”, mapuche, mapudungu; ISO 639-3: arn), jezik Mapuche Indijanaca, araukanske jezične porodice kojim govori preko 300 000 ljudi od 600 000 (2002) etničkih Araukanaca. U ovaj broj uračunata su i manja plemena i njihovi dijalekti: Moluche (Ngoluche, Manzanero), Picunche i Pehuenche.
Većina govornika živi u Čileu između rijeka Itata i Tolten, oko 200 000, a ostali u Argentini, gdje ih ima oko 100 000 iseljenih u provincijama Neuquen, Rio Negro, Chubut, Buenos Aires i La Pampa. Nepoznat broj i u SAD-u

## Glasovi (fonemi)
26: p tD t t.0 k tS P 0D s m nD n nj N lD l lj 6. i E a u uu O j w

## Vanjske poveznice
- Ethnologue (14th)
- Ethnologue (15th)